# ケプラー186e
ケプラー186e(英語:Kepler-186e)とは、地球から見てはくちょう座の方向に492光年離れたところにある赤色矮星、ケプラー186を公転している5つの太陽系外惑星の内の1つである。半径は地球の1.33倍である。このことからケプラー186eは地球のような岩石惑星とされている。しかしケプラー186からわずか0.129AUの距離をほぼ3週間で公転している為、表面温度は地球より高く、生命が存在していくには過酷な環境とされている。